# توم الغرة (مسلسل)
توم الغرة هو مسلسل درامي بدوي رومنسي وتشويق يحكي قصة الفارسين عقاب وفواز من قبيلة الحسين من شمر والمسلسل من إنتاج المركز العربي للإنتاج الإعلامي - الأردن، المنتج عدنان العوامله، الإنتاج التنفيذي طلال العواملة، كتابة مصطفى صالح، إخراج بسام المصري، وبطولة نادرة عمران وعبير عيسى وياسر المصري ومحمد الإبراهيمي ومارغو حداد وروحي الصفدي وآخرون.
سبب تسميته بـتوم الغرة بدأ من أن غرة الميده تكون مقدمة الدية أو الصلح؛ وهي امرأة يطلبها أهل المقتول من أهل القاتل، ويشترط أن تكون من أقربائه من الدرجة الأولى، حيث من المتعارف عليه أن يتزوجها أخ أو أب المقتول، وتبقى عنده حتى تنجب له ذكراً يعوضهم عن المقتول. وفي هذا العمل تم استيحاء الاسم لأن هذه المرأة أنجبت توأماً من الذكور فأصبح الاسم توم الغرة أي توأم الغرة.

## قصة المسلسل
بعد عشق أحدهما للآخر؛ يقرر هشال الزواج من ابنة عمه حسايف التي تطلب منه غزالاً، فيذهب مع أخيها ساجر لاصطياده لكنه يصيب شخصاً بالخطأ بعيار ناري ويموت بعد أن يعرفا اسم قبيلته، فيذهبان للصلح مع الشيخ لافي شيخ قبيلة المقتول، فيطلب غرة ميده للصلح، وهو الأمر الذي يصدم حسايف، التي تتزوج منه مرغمة وتنجب له توأماً من الذكور "عقاب وفواز"، وتعود للقاضي وتطلب الطلاق، لكن ابنيها يتعلقان بها فتأخذهما معها وينتشر صيتهما بالشجاعة.
يتناهى إلى مسامعها ما يقوم به شافي بأبي ولديها، فيعودان ويطردانه من القبيلة، وبعد وفاة أبيهما يدب الخلاف بين الأخوين على زعامة القبيلة، يتنازل عقاب لأخيه فواز فيقوم متروك بقتل عقاب، ويترصد شافي لقتل فواز، فيقوم ساجر بحماية فواز فيقتل بدلاً منه. يحمل فواز جثته ويعود بها إلى قبيلة جده، في النهاية تلتقي حسايف مع هشال وترفض الزواج منه بعد كل ما أصابها ليفترقا وسط الأحزان.

## بطولة
- ياسر المصري
- عبير عيسى
- نادرة عمران
- مارغو حداد
- رشيد ملحس
- نبيل المشيني
- هشام هنيدي
- محمد العبادي
- روحي الصفدي
- أحمد العمري
- هدى صلاح
- حسن الشاعر
- عاكف نجم